# Wartenberg (Hessen)
Wartenberg is een plaats in de Duitse deelstaat Hessen, gelegen in de Vogelsbergkreis. Wartenberg telt 3.847 inwoners.

## Plaatsen in de gemeente Wartenberg
- Angersbach
- Landenhausen

Alsfeld ·
Antrifttal ·
Feldatal ·
Freiensteinau ·
Gemünden (Felda) ·
Grebenau ·
Grebenhain ·
Herbstein ·
Homberg (Ohm) ·
Kirtorf ·
Lauterbach (Hessen) ·
Lautertal (Vogelsberg) ·
Mücke ·
Romrod ·
Schlitz ·
Schotten ·
Schwalmtal ·
Ulrichstein ·
Wartenberg